# 1° officiALive
1° officiALive è un doppio album registrato dal vivo di Alberto Fortis pubblicato nel 2019 dalla Azzurra Music.

## Descrizione
I brani vennero registrati durante il concerto tenuto a Milano al Castello Sforzesco il 9 giugno 2019; l'album contiene anche un libro e un DVD.

## Tracce
CD 1
1. Hey Mama – 2:04
2. Carta del cielo – 3:06
3. Plastic Mexico – 6:48
4. La Neña del Salvador – 7:25
5. Nuda e senza seno – 3:58
6. Il duomo di notte – 4:16
7. Fragole infinite – 4:10
8. Riso – 5:18

CD 2
1. Innamorata – 7:16
2. Marilyn – 3:22
3. Didin (duetto con Rossana Casale) – 3:23
4. L'amicizia – 4:37
5. Vita – 3:35
6. La pazienza – 3:29
7. Milano e Vincenzo – 3:30
8. Sindone – 7:20
9. Settembre – 4:10
10. La sedia di lilà – 7:36

DVD
1. Milano e Vincenzo (Official videoclip)
2. Maphya (Official videoclip)
3. Venezia (Official videoclip)
4. Mamablu (Official videoclip)
5. La sedia di lillà (Live al Cortile)
6. Wish I Knew (Live al Cortile)